# António Maria da Silva

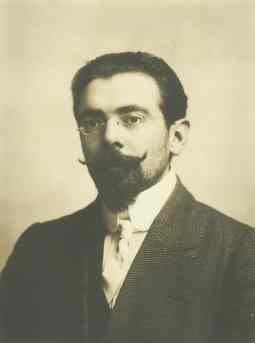
António Maria da Silva.

António Maria da Silva (Lissabon, 26 mei 1872 - 14 oktober 1950) was een prominent Portugees politicus. Tijdens de Eerste Portugese Republiek was hij viermaal premier van zijn land.

## Levensloop
Hij studeerde mijnbouw aan de Legerschool. Ten tijde van de Portugese monarchie zette hij zich in voor een republiek, waardoor hij verplicht werd om een jaar in ballingschap te gaan naar Spanje. Toen in 1910 de monarchie afgeschaft werd, was hij ad interim directeur-generaal van het Statistisch Bureau en algemeen directeur van de Portugese Post. 
Als trouwe aanhanger van Afonso Costa en diens Democratische Partij nam hij in 1917 korttijdig het partijvoorzitterschap van de partij over toen Afonso Costa in ballingschap moest gaan naar Parijs. Toen Costa nog aan de macht was, vervulde hij enkele belangrijke functies. In 1911 werd hij verkozen in de Assembleia da República en van 1913 tot 1914 was hij minister van Vorming in de eerste regering van Afonso Costa.
Op 25 januari 1915 pleegde generaal Joaquim Pimenta de Castro een staatsgreep tegen de regering. Hij liet het parlement ontbinden en regeerde dictatorisch. Op 14 mei 1915 werd de Castro bij een tegencoup afgezet, waarna een constitutionele junta de macht overnam. In deze junta zetelde ook da Silva. Op 18 mei 1915 maakte de junta plaats voor José de Castro, die de nieuwe premier van Portugal werd. Kort nadien vormde Afonso Costa een tweede regering en van 1915 tot 1916 was hij opnieuw minister van Vorming.
Tijdens de Eerste Wereldoorlog kwam er in 1916 in Portugal een regering van nationale eenheid aan de macht onder leiding van António José de Almeida, waarin da Silva minister van Arbeid was. In de regering van Alfredo de Sá Cardoso was hij in 1919-1920 korte tijd minister van Financiën. Van 26 juni tot en met 19 juli 1920 was hijzelf dan voor de eerste maal premier van Portugal. Zijn tweede ambtstermijn duurde van 7 februari 1922 tot en met 15 november 1923 en tegelijkertijd was hij minister van Binnenlandse Zaken. Tijdens zijn premierschap werd Manuel Teixeira Gomes op 6 oktober 1923 verkozen tot de nieuwe president van Portugal en zette tegen hem een haatcampagne in, waarna hij onmiddellijk zijn ontslag kreeg als premier. Van 1 juli 1925 tot en met 1 augustus 1925 was hij een derde maal premier van Portugal. Zijn haatcampagne tegen president Teixeira Gomes zette hij inmiddels nog steeds voort en dit leidde uiteindelijk tot diens abdicatie op 11 december 1925. Van 18 december 1925 tot en met 30 mei 1926 was hij minister van Binnenlandse Zaken en voor een vierde maal premier van Portugal. 
Da Silva was de laatste premier onder de Eerste Portugese Republiek, die op 28 mei 1926 na een staatsgreep ten einde kwam. Op 30 mei 1926 trad hij af als eerste minister.
- Gemeinsame Normdatei: 1061013995
- International Standard Name Identifier: 0000 0000 6755 5386
- Library of Congress Control Number: n88644147
- Nederlandse Thesaurus van Auteursnamen: 156126532
- Virtual International Authority File: 58197419
- WorldCat: E39PBJjMBBpFGGXQFgmqKTD8YP